# 王仲丘
王仲丘（?—?），唐朝沂州琅邪人。
祖父王师顺，在唐高宗时以议论漕输之事有名，官至司门郎中。开元年间，右散骑常侍元行冲知丽正院，上表请通撰古今书目，名为《群书四录》，命王仲丘和国子博士尹知章、四门助教王直、直国子监赵玄默，陆浑丞吴绰、桑泉尉韦述、扶风丞马利征、湖州司功参军刘彦直、临汝丞宋辞玉、恭陵丞陆绍伯、新郑尉李子钊、杭州参军殷践猷、梓潼尉解崇质、四门直讲余钦、进士王惬、右威卫参军侯行果、邢州司户参军袁晖、海州录事参军晁良、右率府胄曹参军毋煚、荥阳主簿王湾、太常寺太祝郑良金、秘书丞殷承业、武陟尉徐楚璧等分部修检。
其中，毋煚、韦述、余钦总缉部分，殷践猷、王惬主持经部，韦述、余钦主持史部，毋煚、刘彦直主持子部，王湾、王仲丘主持集部。一年多后，开元九年（721年）十一月，书成，共二百卷。
王仲丘历任左补阙内供奉、集贤脩撰、起居舍人。王仲丘上书想要结合《贞观》、《显庆》二礼，以现有的就选用，不可的就废弃为原则。《贞观礼》，正月上辛，祀感帝于南郊；雩祀五方上帝、五人帝、五官于南郊；季秋祀五方帝、五官于明堂。《显庆礼》，正月祀昊天上帝于圜丘以祈谷；夏天祀昊天上帝于圜丘；季秋祀昊天上帝于明堂。他请求二礼皆用。唐玄宗同意了。萧嵩为集贤院学士，由起居舍人王仲丘与贾登、张烜、施敬本、李锐、陆善经、洪孝昌，撰成一百五十卷，名为《大唐开元礼》。开元二十年（732年）九月颁行。他后来转任礼部员外郎。开元二十二年（734年）冬，礼部员外郎王仲丘又上疏请行藉田之礼。他去世后赠秘书少监。王仲丘另有《摄生纂录》一卷。